# Wolfgang Hoffmann-Riem
Wolfgang Hoffmann-Riem (* 4. März 1940 in Hannover) ist ein deutscher Rechtswissenschaftler und ehemaliger Richter des Bundesverfassungsgerichts.

## Leben
Wolfgang Hoffmann-Riem wurde in eine Lehrerfamilie geboren. Er hatte vier Geschwister, von denen eines sehr jung verstarb. Nach dem Abitur auf dem Walddörfer-Gymnasium in Hamburg studierte er Rechtswissenschaft und im Nebenfach Wirtschaftswissenschaften an den Universitäten Hamburg, Freiburg im Breisgau, München und Berkeley. In Berkeley erlangte er den Grad eines Master of Laws (LL.M.). Er legte im Jahr 1964 sein erstes Staatsexamen ab und promovierte 1968 zum Doktor der Rechte. Nach dem 2. juristischen Staatsexamen im Jahr 1970 war er bis 1974 als Rechtsanwalt tätig. Nach seiner Habilitation in Hamburg (1974) nahm er einen Ruf auf eine Professur für Öffentliches Recht und Verwaltungswissenschaften an dem Fachbereich Rechtswissenschaft II, die damalige einstufigen Juristenausbildung der Universität Hamburg, an. Von 1977 bis 1979 war er Sprecher des Fachbereichs Rechtswissenschaften II. Rufe an die Universitäten Hannover, Frankfurt am Main und Berlin (FU) lehnte er ab.
Von 1979 bis 1995 war er Direktor und von Juli 1998 bis Dezember 1999 Vorsitzender des neu geschaffenen Direktoriums des Hans-Bredow-Instituts. Seit seiner Ernennung zum Richter des Bundesverfassungsgerichts ist er Ehrenmitglied des Direktoriums. 1981–1983 war er Vorsitzender der Vereinigung für Rechtssoziologie, 1989–1992 der Deutschen Gesellschaft für Publizistik- und Kommunikationswissenschaft (DGPuK). 1988 wurde er Direktor der Forschungsstelle Umweltrecht der Universität Hamburg und war von 1996 bis 2012 ferner Direktor der Forschungsstelle Recht und Innovation (Centre for Research in Law and Innovation CERI) dieser Universität. Von September 1995 bis November 1997 war er von der Statt Partei nominierter Hamburger Justizsenator im Senat Voscherau III. In dieser Zeit hatte er auch den Vorsitz im Rechtsausschuss des Deutschen Bundesrats inne. Zwischen 1999 und 2008 gehörte Hoffmann-Riem dem Ersten Senat des Bundesverfassungsgerichts an. 2007 wurde er von der Bundesregierung zum deutschen Mitglied der European Commission for Democracy through Law (Venedig-Kommission des Europarats) bestellt. 2019 schied er auf eigenen Wunsch aus. 2009/10 war Hoffmann-Riem Fellow am Wissenschaftskolleg zu Berlin. Seit Mitte 2012 ist Hoffmann-Riem Professor für Recht und Innovation an der Bucerius Law School in Hamburg.

## Wissenschaftliche Schwerpunkte
Hoffmann-Riem zielt auf eine Überwindung des Verständnisses der Rechtswissenschaft als einer nur normtextorientierten Interpretationswissenschaft und auf ihre steuerungstheoretisch fundierte Neukonzeption als problemlösungsorientierte Handlungs- und Entscheidungswissenschaft („Neue Verwaltungsrechtswissenschaft“). Es geht ihm um die Hervorhebung und Stärkung der Problemlösungskapazität der Rechtsordnung und damit den Beitrag des Rechts zur Bewältigung gesellschaftlicher  und individueller Probleme, insb. als Mittel zur Lösung konkreter Konflikte. Dies setzt nach Hoffmann-Riem Einsichten in das Zusammenspiel von Normen und sozialer Realität – vor allem die Beachtung des Realbereichs der Normen – und in die Wirkungen rechtlicher Handlungsformen voraus, die auch über einen trans- und interdisziplinären Zugriff auf Sozial-, Wirtschafts-, und Naturwissenschaften gewonnen werden sollen.
Diesem Grundverständnis hat Hoffmann-Riem im Rahmen seiner vielfältigen beruflichen Stationen und Betätigungsfelder praktisch Ausdruck verliehen. So beteiligte er sich etwa an dem Aufbau einer reformierten, als einstufig bezeichneten Juristenausbildung (reformierte Juristenausbildung), die auf eine stärkere Verknüpfung der theoretischen Ausbildung mit der praktischen zielte und Interdisziplinarität anstrebte. Durch diverse Beratung von Regierungen, Parlamenten und Organisationen sowie die Mitwirkung in verschiedenen Kommissionen hat er die Kooperation mit der Praxis gesucht. Zugleich hat er durch mehrere Forschungs- und Lehraufenthalte im Ausland (so u. a. in Stanford, Berkeley, Harvard und Melbourne) Einsichten aus anderen Rechtsordnungen aufgegriffen. Einen Schwerpunkt bei der Analyse der Schwierigkeiten und Möglichkeiten rechtlicher Regulierung bildete für ihn der Medienbereich, der seit den 1980er Jahren durch die erheblichen technologischen Veränderungen (Kabel, Satellit, Digitalisierung, Internet) und begleitende Marktumbrüche reiches Anschauungsmaterial für das Wechselspiel von rechtlichen und sozialen, technologischen, wirtschaftlichen und politischen Entwicklungen bot.
Auch das Umweltrecht diente ihm als Beispielfeld vertiefter Einsichten in die – in der Literatur verschiedentlich als „Krise“ titulierten – Probleme überkommener staatlicher Regulierung und die Notwendigkeit neuer regulativer Ansätze. Hier beschäftigte ihn vor allem das Zusammenspiel staatlicher und privater Handlungsträger (Kooperationsverwaltungsrecht) und dabei insbesondere die Frage, welche Art Recht gefordert ist, wenn der Staat seine Erfüllungsverantwortung weitgehend an Private abgibt, aber weiter die Verwirklichung von Gemeinwohlzielen gewährleisten soll. Der von ihm geprägte Begriff „regulierte Selbstregulierung“ versucht, das Spannungsverhältnis einzufangen.
Seit 2016 hat er einen Schwerpunkt seiner wissenschaftlichen Arbeit auf den rechtlichen Umgang mit der digitalen Transformation und auf die mit der Entwicklung verbundenen Chancen, aber auch disruptiven Potentiale gelegt. Er hat nach Möglichkeiten zur Verbesserung des Schutzes von Individual- und Gemeinwohlinteressen gefragt und auf die Unabweisbarkeit einer auf die digitale Transformation abgestimmten inhaltlichen Transformation wichtiger Teile der Rechtsordnung und der Vorgehensweisen der Rechtswissenschaft verwiesen. Diesem Thema gilt unter anderem seine 2022 erschienene Monographie Recht im Sog der digitalen Transformation (Mohr Siebeck Verlag).
Seit Beginn der 1990er Jahre initiierte er eine systematische Diskussion unter Wissenschaftlern und Praktikern über die Notwendigkeiten und -möglichkeiten zur Reform des Verwaltungsrechts („Neue Verwaltungsrechtswissenschaft“). Als Mitinitiator gewann er den Heidelberger Ordinarius Eberhard Schmidt-Aßmann. Diese Diskussion ist in zehn Bänden der Schriften zur Reform des Verwaltungsrechts (Nomos-Verlag) dokumentiert. Aus dieser Reformdiskussion entstand das – ebenfalls mit Schmidt-Aßmann und zusätzlich mit Andreas Voßkuhle als Herausgeber – verwirklichte Vorhaben eines systematisch angelegten Handbuchs Grundlagen des Verwaltungsrechts, dessen drei Bände im Beck Verlag veröffentlicht wurden. An diesen Bänden wirkten fünfzig weitere Autoren mit. Die bearbeitete Neuauflage erschien in den Jahren 2012 und 2013 ebenfalls im Beck Verlag. Für die dritte Auflage 2022 hat er die Mitherausgeberschaft aufgegeben, hat aber an den Inhalten weiterhin mitgearbeitet.
Seit Mitte der 1990er Jahre fordert Hoffmann-Riem, die rechtswissenschaftliche Innovationsforschung als eine neue Teildisziplin der Rechtswissenschaft zu begründen (siehe dazu die Schriften zur rechtswissenschaftlichen Innovationsforschung im Nomos-Verlag (seit 1998) sowie die vier im Verlag Duncker & Humblot erschienenen, zusammen mit Martin Eifert herausgegebenen Bände der Reihe Innovation und Recht, 2008–2011). Im Jahr 2016 erschien von ihm eine grundlegende, inter- und intradisziplinär angelegte Monografie Innovation und Recht – Recht und Innovation. Recht im Ensemble seiner Kontexte. Hier fragt Hoffmann-Riem, wie Recht die Entstehung und Umsetzung von sozialen und technischen Innovationen beeinflusst und wie es zu sichern sucht, dass die Folgen individuell und gesamtgesellschaftlich erwünscht sind (Gewährleistung von „Innovationsoffenheit und Innovationsveranwortung“). Analysiert werden die Vielfalt der Ansätze und die Grenzen des Rechts, rechtsexterne und rechtsinterne Innovationen zu ermöglichen, zu stimulieren, zu tolerieren oder auch zu unterbinden. Erarbeitet wird die Bedeutung insbesondere der außerrechtlichen Kontexte für die Setzung und Anwendung von Recht. Die Rationalität des Rechts müsse kontextbezogen verstanden und gesichert werden.
Als Hamburger Justizsenator konzipierte und initiierte er eine grundlegende Reform der Hamburger Justizverwaltung, die unter dem Stichwort „Justiz 2000“ bekannt und Vorbild auch für andere Bundesländer wurde. Er gehörte zu den Unterstützern der Charta der Digitalen Grundrechte der Europäischen Union, die Ende November 2016 veröffentlicht wurde.

## Richter des Bundesverfassungsgerichts
1999 wurde der parteilose Wissenschaftler Hoffmann-Riem auf Vorschlag der SPD vom Bundesrat zum Richter des Bundesverfassungsgerichts (Erster Senat) gewählt. Sein Dezernat umfasste u. a. das Recht der freien Meinungsäußerung, der Rundfunk- und Pressefreiheit, das Recht der Versammlungsfreiheit, das allgemeine Persönlichkeitsrecht, das Recht des Datenschutzes und das Wettbewerbsrecht. Öffentliches Aufsehen erregten viele von ihm als Berichterstatter vorbereitete Entscheidungen zur Versammlungsfreiheit sowie zum Verhältnis von Freiheit und Sicherheit in Zeiten von Bedrohungen durch Terroristen nach den Anschlägen des 11. September 2001 (etwa die Entscheidungen zum „Großen Lauschangriff“, zum Abhören nach dem Außenwirtschaftsgesetz, zur vorbeugenden Telefonüberwachung nach Polizeirecht, zur Rasterfahndung, zur Online-Durchsuchung, zur automatisierten Kfz-Kennzeichen-Erfassung sowie zur Vorratsdatenspeicherung). Ohne die Notwendigkeit staatlicher Gefahrenvorsorge und -abwehr zu verkennen, bestand das Gericht auf der Einhaltung rechtsstaatlicher Garantien und der Begrenzung staatlicher Ermächtigungen auch im Vorfeld von Gefahren unter Beachtung des Grundsatzes der Verhältnismäßigkeit und des Bestimmtheitsgebots sowie der Einhaltung verfahrensrechtlicher Sicherungen. In diesen Entscheidungen (beispielhaft sei die zur Online-Durchsuchung genannt) befasste sich das Gericht auch eingehend mit den aktuellen technologischen Veränderungen, denen das wissenschaftliche Interesse von Hoffmann-Riem seit langem gegolten hat. Am 2. April 2008 schied er gemäß § 4 Abs. 1 BVerfGG nach Erreichen der Altersgrenze als Richter des Bundesverfassungsgerichts aus.

## Ehrungen
Hoffmann-Riem ist Träger des Großen Verdienstkreuzes mit Stern und Schulterband, das ihm 2008 durch den Bundespräsidenten verliehen wurde. Ferner ist er Träger des Emil-von-Sauer-Preises. Im Jahr 2024 wurde ihm die Ehrendoktorwürde durch die Pontifícia Universidade Católica do Rio Grande do Sul verliehen.
Im Jahr 2024 erschien zu seinen Ehren in Brasilien die Festschrift: M. Brochado (Org.), Direito E Estado Entre Mundo Analógico E Era Digital. Reflexoes de fronteira em homenagem a Wolfgang Hoffmann-Riem, Saopaulo: Editora Dialético, 2024.

## Veröffentlichungen (Auswahl)
Eine vollständige Publikationsliste findet sich auf der Website der Bucerius Law School (s. u.).
Eine Auswahl wesentlicher Schriften ist in zwei Sammelbänden erneut veröffentlicht worden:
- Wandel der Medienordnung. Reaktionen von Medienrecht, Medienpolitik und Medienwissenschaft. Ausgewählte Abhandlungen. Nomos, Baden-Baden 2009, ISBN 978-3-8329-5152-8.
- Offene Rechtswissenschaft. Ausgewählte Schriften und begleitenden Analysen. Mohr Siebeck, Tübingen 2010, ISBN 978-3-16-150352-8.